# أحمد الجفان
أحمد بن محمد الجفان (1354هـ ــ 1441 هــ/1935م ـ 2019م) أحد رواد الفن التشكيلي في سوريا، وناقد فني، وأول مصمم للطوابع في سوريا. يُعد من أبرز الوجوه الفنية في تاريخ سوريا الحديث، حيث امتاز بتعدد مواهبه ونشاطاته الإبداعية، وترك بصمة عميقة في مجالات الفن التشكيلي، النحت، تصميم الجرافيك، النقد الفني، والإعلام على مدار مسيرة امتدت لأكثر من نصف قرن.

## ولادته وتحصيله
وَلدأحمد بن محمد الجفال (1354هـ ـ/  25 نيسان 1935م ) في حي ساروجة في مدينة دمشق. درس الصفوف الأول حتى الثالث في مدرسة "معاوية بن أبي سفيان". انتقل لإكمال الصفين الرابع والخامس في مدرسة "عمر بن عبد العزيز". درس الاعدادية في "الكلية العلمية الوطنية". وأكمل دراسته في ثانوية "ابن خلدون"، حيث حصل على الشهادة الثانوية. بعدها التحق بكلية الحقوق في جامعة دمشق عام 1961، والتحق أيضاً بكلية الفنون الجميلة في جامعة دمشق عام 1962، وتخرج منها عام 1971 بتقدير "جيد جداً". التخصص: نحت معماري.

## عمله ووظائفه
بدأت هوايته الفنية في سن مبكرة، وتحديداً في الخامسة عشرة من عمره، عندما رسم أول لوحة له باستخدام الفحم، وهي قبة السيار في جبل قاسيون، نال تشجيعًا كبيرًا من محيطه ومن شخصيات فنية مرموقة. أثنى عليه الفنان والنحات السوري الرائد "جاك وردة" قائلاً إن عمله يدل على سيطرته على الكتلة وجعلها منحوتة على الورق.اعتمد الجفان في فنه التشكيلي على الأسلوب التعبيري الرمزي بلمسة كلاسيكية إبداعية. كانت أعماله مستوحاة بعمق من الواقع المعاش، وتقدم تركيبات جديدة ذات رؤية نقدية ومعاصرة. تميز أسلوبه بالبساطة والإيجاز في الخطوط والمساحات، مع هيمنة الارتباط بالأرض والطبيعة كمبدأ أساسي في كافة أعماله الفنية.أنجز العديد من اللوحات الفنية بمختلف الأحجام بأسلوب تعبيري رمزي، مستخدماً تقنيات متنوعة مثل الألوان الزيتية، الغواش، قلم الرصاص، الألوان المائية، قلم الفحم، والحبر الصيني.قام بأعمال نحت بأحجام مختلفة من مواد مثل الصلصال والخشب. تناولت أعماله النحتية مواضيع اجتماعية وتزيينية ونصبية. من أبرز أعماله النحتية:
- قطعة نحتية من البولستر بعنوان "العطش" (1998).
- قطعة نحتية فنية من الخزف تمثل رأس رجل مفكر، بعنوان "التاريخ"، عُرضت في معرض برنو بتشيكيا (1996) وفي صالة الشعب بدمشق (2002).

عمل مدرسًا لمادة الفنون التشكيلية في بعض الإعداديات والثانويات بدمشق من عام 1971 إلى 1974. بدأ التدريس عام 1970 في مدرسة "حسن الخراط" بدمشق وثانوية "داريا" بريف دمشق، حيث تميز بأسلوبه الخاص في التعليم الذي كان يمكنه من الوصول إلى قلوب الطلاب بسهولة.
في مجال الإعلام والتصميم الجرافيكي:
- إدارة الشؤون العامة والتوجيه المعنوي.
- شغل منصب مدير الشؤون الفنية.
- عمل مخرجًا فنيًا ومصممًا للإعلان والغلاف.
- ساهم في إنشاء وإصدار مجلة "الجندي" السورية، وعمل فيها مديرًا فنيًا، محررًا، مخرجًا، ومصممًا للإعلانات والريبورتاجات والأغلفة (من 1955-1969).
- عمل مخرجًا فنيًا ومصممًا للإعلانات والأغلفة في مجلتي "جيش الشعب" و"المجلة العسكرية" (1955-1969).

التحرير الفني للمجلات:
- عمل محررًا لعدد من المجلات العربية مثل "صباح الخير المصرية"، "الأحد اللبنانية" (قدم فيها مواضيع عن الفنون التشكيلية السورية والعربية وعن الصحافة السورية)، "الصياد اللبنانية"، و"الثقافة الوطنية اللبنانية" (1957-1959).
- عمل محررًا فنيًا ومصممًا للأغلفة في مجلة "الإذاعة" السورية (1957-1959) بدعوة من رئيس تحريرها سعيد جزائري.
- عمل محررًا فنيًا لمجلة "النقاد" السورية (1955-1960).
- صمم ورسم جميع أغلفة مجلتي "ليلى" و"الفتوة" السوريتين (1962-1963).

التلفزيون:
- قام بإعداد وإخراج البرنامج التلفزيوني "خالدون" في التلفزيون العربي السوري (1958).

المؤسسة العربية للإعلان ووزارة الإعلام:
- دعي للتعاقد مع المؤسسة العربية للإعلان كخبير بفن تصميم الإعلان عام 1970.
- تولى منصب مدير الشؤون الفنية وعضوًا في مجلس إدارتها حتى عام 1999، مما جعله مشرفًا على كل الإعلانات في سوريا.
- صمم أفيشات معرض دمشق الدولي لعدة أعوام (1971, 1973, 1974, 1993, 1995, 1996).
- صمم أغلفة دليل المعرض وبروشوراته من عام 1970 حتى 1981.

البوسترات والشعارات:
- أنجز ما يزيد على 140 بوسترًا في مختلف المواضيع الاجتماعية، السياسية، الاقتصادية، والثقافية.
- صمم شعار "شبيبة الثورة" عام 1971، بالإضافة إلى تصميم حوالي 30 شعارًا لمؤسسات الدولة والمؤسسات الخاصة حتى عام 1999.

تصميم الكتب والمجلات:
- صمم وأخرج سلسلة كتاب "الحركة التصحيحية" الصادر عن وكالة سانا.
- صمم وأخرج سلسلة "مجلة المناضل".
- أخرج سلسلة كتاب "سورية الثورة" مع تصميم الغلاف (1971).
- صمم أغلفة للعديد من الكتب المحلية والعربية (شعرية، طبية، زراعية، أدبية، فنية).
- صمم وأخرج كتاب "سورية التصحيح في عامها العشرين" باللغتين العربية (1990) والإنجليزية (1993)، ووضع على غلافه منحوتة (ريليف) للسيد الرئيس، وكان بذلك أول من أدخل المنحوتة على غلاف كتاب.
- أخرج كتاب "شهادات في معالم  باسل الأسد" وصمم غلافه.

الإدارة الفنية لمجلات عربية:
- عمل مديرًا فنيًا لمجلة "الرأي الاقتصادي" اللبنانية، ولمجلة "الشرق الأوسط" اللبنانية (1975-1978).

في مجال تصميم الطوابع البريدية:
- ريادة في تصميم الطوابع: يُعتبر أول مصمم للطوابع في سوريا، وقد بدأ في هذا المجال في أوائل الستينيات بعد فوزه بمسابقة تصميم طابع لمهرجان شباب حمص.
- تجديد الأسلوب: كان أول من أدخل الأسلوب الحديث في رسم وتصميم الطابع السوري (مثل طابع 8 آذار 1966).
- الكمية والنوعية: أصدر ما يزيد عن 350 طابعًا لمناسبات وطنية، اجتماعية، وثقافية متنوعة (مثل عيد الجلاء، عيد الطفل، العام الدولي للمرأة، الذكرى الخمسون لمنظمة العمل الدولية، وغيرها).
- طابع أيقوني: صمم طابع المحادثة الفضائية السورية بين الرئيس حافظ الأسد ورائد الفضاء السوري محمد فارس (اللحظة التاريخية) عام 1987.
- فلسفة الطابع: آمن بأن الطابع هو "سفير بلده إلى العالم"، يعكس على صفحته الصغيرة كل النشاطات الفنية والاقتصادية والاجتماعية للبلاد، ويسهم في تعريف العالم بحضارة سوريا. أكد على ضرورة الإبداع المتجدد وامتلاك الفنان لمخزون ثقافي كبير لتقديم أفكار جديدة في المساحة المحدودة للطابع.
- في مجال المسرح:
- المدير الفني للمسرح العسكري: تولى هذا المنصب وقام بتصميم ديكورات بعض المسرحيات (1963).

## كتبه وآثاره
- عمل على تصنيف مجموعاته الفنية ضمن عشرة مجلدات من القطع الكبير.

كتب قيد التأليف:
- "السيرة الذاتية".
- "ما لا تعرفه عن فن الإعلان".
- "البنى التحتية في الأعمال النحتية" (يبحث في الأساليب الجديدة في أصول النحت).
- ديوان شعر قيد الإصدار: "غيوم لا تعرف المطر".

ناقد فني نشر العديد من الدراسات النقدية ومقالات عن حياة الفنانين في مجلات وصحف محلية وعربية، منها :
- مجلة "الجندي" السورية (1955-1960).
- مجلة "النقاد" السورية (1958).
- مجلة "الثقافة الوطنية" اللبنانية (1957).
- مجلات "الصياد" اللبنانية، "صباح الخير" المصرية، "الأحد" اللبنانية (1957-1959).
- مجلة "الإذاعة" السورية (1957-1959).
- مجلة "جريدة الفنون" الكويتية (2005، مقال عن حياة الفنان تولوز لوتريك العاطفية).
- مجلة "العربي" الكويتية (2005، خاطرة نقدية).
- كتابات أدبية: نشر العديد من المقالات الأدبية، القصص القصيرة، والقصائد الشعرية في صحف ومجلات محلية وعربية.

## المعارض والمشاركات الدولية والجوائز والتكريمات
المعارض الجماعية المحلية (33 معرضاً):
- معرض طلاب عام في ثانوية "جودت الهاشمي" (1950).
- معرضي "الخريف" و"الربيع" في المتحف الوطني بدمشق (1954-1955، 1960-1961).
- معرض "الكفاح" في المتحف الوطني بدمشق (1959).
- معرض "الوحدة" في المتحف الوطني بدمشق (1959).
- معرض "مكاسب الثورة" في المتحف الوطني بدمشق (1968).
- معرض "بوستر الصناعات الهندسية" في صالة الشعب (1972).
- معرض "الملصقات السوري الأول" في الرواق العربي (1986، 17 ملصقًا).
- معرض "الملصقات السوري الثاني" في صالة الشعب (1988، 15 ملصقًا).
- معرض "جمعية أصدقاء الفن" (1998-1999-2002-2003 في صالة الشعب، و2004 في المركز الثقافي العربي).

المعارض العالمية والجوائز والدبلومات (25 مشاركة):
- بينالي وارسو، بولونيا (WARSZAWA).
- شارك في الأعوام 1970-1972-1978.
- نال دبلوم شرف في الإعلان في الأعوام 1970, 1971, 1974, 1978.
- اقتنى المتحف العالمي "نارودوي" في وارسو بعضاً من أعماله الفنية.
- بينالي برنو، تشيكوسلوفاكيا/جمهورية التشيك (BRNO):
- شارك في الأعوام 1974-1976-1978-1980-1986-1988 و1996.
- نال دبلوم وبامتياز في الغرافيك في الأعوام 1976, 1978, 1980, 1985, 1996.
- عُرضت أعماله إلى جانب أعمال سلفادور دالي عام 1974.

معرض كليو العالمي، أمريكا:
- شارك عام 1989.
- نال ميدالية معرض "كليو العالمي الثلاثين".

معرض لاهتي، فنلندا (LAHTI):
- شارك عام 1997.
- نال شهادة دبلوم شرف بالإعلان من متحف الإعلان.

التكريمات:
- تم تكريم الفنان على مدرج مكتبة الوطنية (الأسد )ونال الميدالية الذهبية عام 1997.

ما كُتب عنه في الصحف والمجلات:
حظي أحمد الجفان باهتمام إعلامي واسع، حيث كتبت عنه العديد من الصحف والمجلات المحلية والعربية والأجنبية، منها:
- لبنانية: "الصياد" (1959)، "الأحد" (1959)، "الثقافة الوطنية" (1957).
- سورية: "الجندي" (1959)، "صوت العرب" (1959)، "الأيام" (1959)، "البعث" (1996، تحدث عن أسلوبه)، "المسيرة" (1996، عن الاتجاه العالمي في الفن)، "الفنون" (1996).
- كويتية: "العربي" (1959، 2004)، "جريدة الفنون" (2003، مقال "حضارة المألوف" بقلم رزان الجفان)، "العربي الصغير" (2004، "أحمد الجفان مصمم الطوابع السورية").
- بريطانية: "أوروبا والعرب" (بقلم الأستاذ غالب كيالي، 1985).
- أمريكية: "الاعتدال" (1991، ريبورتاج).
- سويسرية: "GRAPHIS" (في عددها السنوي 149 وفي العدد السنوي 1971-1972).
- كورية: "DESIGN JORNAL" (1991، لمحة عن حياته مع عرض أعماله).

## وفاته
انتقل أحمد الجفان إلى جوار ربه صباح يوم السبت الموافق 1 محرم 1441 هجري، الموافق 31 آب 2019 ميلادي. ودفن في مقبرة باب الصغير.